# Reventador
El Reventador es un volcán de Ecuador, ubicado en el cantón El Chaco de la provincia de Napo, aproximadamente a 90 km de Quito. Es uno de los volcanes más activos del arco volcánico ecuatoriano, habiendo tenido al menos 16 erupciones desde 1541.
Los períodos eruptivos conocidos son: 1898-1912 luego en 1926-1929. Tras una pausa de más de diez años, erupcionó en 1944. El siguiente período registrado es 1959-1960, después en 1972-1974 y luego en 1976.
La existencia del volcán Reventador se reconoció oficialmente después de la exploración de J. H. Sinclair (1929), gracias a la cual se obtuvieron descripciones confiables del volcán y de su ubicación en la región comprendida entre los ríos Coca, Salado y Dué. Las primeras descripciones cualitativas de las erupciones más recientes fueron proporcionadas por Hantke y Parodi (1966) y Hall (1977). Únicamente sus dos últimas erupciones (la de abril de 1976 y la de noviembre del 2002) son descritas con algún grado de detalle.
La última gran erupción del Reventador, ocurrida el 3 de noviembre de 2002, alcanzó un índice de explosividad volcánica de 4. A partir de ese año continúa en actividad eruptiva, generando una gran cantidad de señales sísmicas y de infrasonido. 
El complejo volcánico del Reventador es uno de los volcanes más alejados de la fosa, en el arco magmático ecuatoriano. Se encuentra emplazado en la Zona Subandina a corta distancia de la franja de los cabalgamientos de la Cordillera Real, que es la más oriental de las dos cadenas que conforman la sierra ecuatoriana. Esta es una zona geológicamente muy compleja de los Andes ecuatorianos, pues se encuentra sujeta a grandes movimientos tectónicos compresivos debido a la convergencia intracontinental entre la cordillera y la plataforma amazónica.

## La erupción de 2002
Después de 26 años de reposo sin mayor actividad, el volcán Reventador experimentó una erupción súbita con un Índice de Explosividad Volcánica de  4, el 3 de noviembre de 2002. Estaciones sísmicas ubicadas a 14 y 24 km del volcán detectaron una sismicidad anómala únicamente 4 horas antes de la confirmación visual del inicio de la actividad. Esta erupción es considerada una de las más poderosas durante los últimos 100 años en (Ecuador). Esta explosión dejó sin cabeza al volcán y generó una nube de ceniza de 17 km cuya caída afectó inclusive a Quito, la capital del Ecuador.
El mayor precursor de la erupción ocurrió el 6 de octubre de 2002, cuando se registró un evento híbrido (HB) de magnitud 4.1, acompañado de 9 sismos pequeños, que se localizaron un poco al oeste del volcán. El 20 de octubre, un guía y un grupo pequeño de turistas ascendieron a la cumbre del cono y observaron únicamente actividad fumarólica normal. Las imágenes satelitales tampoco detectaron actividad anómala en las semanas anteriores a la erupción.La columna eruptiva se dispersó en dos rumbos diferentes. El segmento inferior que ascendió hasta los 16 km viajó al Sur-Oeste y Oeste Sur-Oeste hacia el Valle Interandino y Quito con velocidades de 30 a 45 km/h, mientras que la columna que sobrepasó los 16 km de altura se fue al Este y alcanzó hasta la parte sureste de Colombia y el noroccidente de Brasil.

## Monitoreo del volcán
El monitoreo del volcán Reventador se realiza con tres estaciones de periodo corto que transmiten la señal sísmica en tiempo real: CONE, CHARLY y LAV4, pertenecientes al Instituto Geofísico de la escuela Politécnica Nacional, aunque se espera a partir del 2013 instalar dos estaciones sísmicas adicionales de banda ancha que transmitan en tiempo real.
El 30 de octubre de 2020 se registró caída de ceniza en San Rafael, Napo, producto del proceso eruptivo de 2002-2020.